# عبد الهادي أنور
عبد الهادي أنور (1942م) ممثل مصري.

## مسيرته
بدأ مسيرته الفنية بعد حصوله على بكالوريوس المعهد العالي للمسرح «قسم إخراج». كانت بداية المشاركة منذ ستينات القرن 20 بتمثيل أدوار صغيرة في المسلسلات الإذاعية والتلفزيونية، كما قام بتأدية أدوار ثانوية في المسرح والسينما، وكان دائماً يؤدى دور الإنسان الغلبان المستضعف. كانت آخر أعماله في مسلسلات التلفزيون عام 1996. بلغ عدد أعماله الفنية 142.

## أهم أعماله
«مسعود ومنحوس» مسلسل لعام 1972.
«بكالوريوس في حكم الشعوب» مسرحية عام 1978 للمخرج شاكر عبد اللطيف والمؤلف علي سالم.
«الأيام» مسلسل تلفزيوني عام 1979 للمخرج يحيى العلمي، قام بدور سنقر.
«أبنائي الأعزاء شكراً» مسلسل تلفزيوني عام 1979 للمخرج محمد فاضل (مخرج).
«الحلوة» مسلسل لعام 1980 من إخراج إبراهيم متولي عوض.
«مغامرات كوكي /آسترو بوي» عام 1980، مسلسل أمريكي مدبلج للغة العربية الفصحى، قام عبد الهادي أنور بالأداء الصوتي لشخصية «المعلم».
«حدوتة مصرية» فيلم عام 1982 للمخرج يوسف شاهين.
«المتسول» فيلم عام 1983 للمخرج أحمد السباعي، وقام بدور عبد الهادي أنور.
«فكرة خاطئة» عام 1985، سهرة تلفزيونية للمخرج أحمد صلاح الدين، قام عبد الهادي أنور بتمثيل شخصية «عبد الحليم أبو سالم».
«لعدم كفاية الأدلة» فيلم عام 1987 للمخرج أشرف فهمي، قام بدور بيومي زينهم.
«ليالي الحلمية» مسلسل تلفزيوني (1987 - 1989) للمخرج إسماعيل عبد الحافظ، قام بدور أبو وردة.
«راوي والجوهرة» عام 1990، مسلسل بريطاني مدبلج للغة العربية الفصحى، من إعداد ناجي أنجلو، قام عبد الهادي أنور بالأداء الصوتي.
«رأفت الهجان» عام 1990، مسلسل تلفزيوني للمخرج يحيى العلمي، قام بدور رودي ليشع.
«الصبر في الملاحات» عام 1996، مسلسل تلفزيوني للمخرج عبد العزيز السكري، قام بدور عبد الحفيظ.

## وصلات خارجية
- عبد الهادي أنور على موقع الدهليز
- عبد الهادي أنور على موقع قاعدة بيانات الأفلام العربية

https://dhliz.com/artist/g6zpZi6yD0I/ عبد الهادي أنور (ممثل)
https://www.imdb.com/name/nm1144802/?ref_=nv_sr_srsg_2 عبد الهادي أنور (ممثل)
https://karohat.com/Person/0d4ca82b-bdcb-4a58-87e1-30f67fc4e219 عبد الهادي أنور (ممثل)
https://www.youtube.com/watch?v=WrKfyiuD7y8 عبد الهادي أنور (ممثل)
https://www.youtube.com/watch?v=gRHiypzBIdY عبد الهادي أنور (ممثل)